# Alburquerque (kommun i Spanien, Extremadura)
Alburquerque är en kommun i Spanien.   Den ligger i provinsen Provincia de Badajoz och regionen Extremadura, i den västra delen av landet, 300 km väster om huvudstaden Madrid. Antalet invånare är 5 587. Arean är 723 kvadratkilometer. Alburquerque gränsar till Badajoz, Herreruela och Villar del Rey. 
Terrängen i Alburquerque är platt åt sydost, men åt nordväst är den kuperad.